# Бон, Морис
Морис Ив Бон (фр. Maurice Yves Bon; 10 февраля 1920 — 17 октября 1943) — военный лётчик полка «Нормандия — Неман», кавалер ордена Отечественной войны 2 степени, Военного креста с 4-мя пальмовыми ветвями и военной медали (Франция).

## Биография
Родился в семье Ренэ Бона и Мари-Жанны Пеллетер в коммуне Эльян (департамент Финистер). Был лучшим учеником в школе и активным скаутом. В декабре 1938 году окончил в Кемпере аэроклуб и получил удостоверение летчика-любителя и имел право на управление легкими пассажирскими самолётами.
В феврале 1939 года добровольно поступил на службу в военную авиацию. 1 сентября 1939 г. прибыл на авиационную базу в Шаторе, где 1 ноября 1939 г. ему было присвоено звание сержанта.
После поражения Франции в июне 1940 года был демобилизован. Но, 8 мая 1941 года, был вновь призван на службу в армию. Служил в авиационных частях на оккупированной территории Франции в Сенегале и на Мадагаскаре. Пришлось воевать с англичанами и даже сбить несколько их самолётов.

## В боях с фашистами в составе «Нормандия — Неман»
После оккупации острова Мадагаскар англичанами 18 января 1943 г. Морис решал, что ошибался и нужно бороться с фашистами. Он подал заявление о вступлении в Вооруженные силы Национального комитета «Свободная Франция». Записавшись добровольцем, 15 мая 1943 года прибыл в расположение эскадрильи «Нормандия — Неман» в СССР. В июне 1943 года участвовал в битве за Орел, 19 июля сбил свой первый «Юнкерс». К октябрю 1943 года всего за три месяца боев, на его счету было 73 боевых вылета, два сбитых лично, четыре сбитых в группе и два неподтвержденных сбитых самолетов противника.
13 октября 1943 года во время воздушного боя с немецкими истребителями его самолет был подбит и упал в районе д. Ленина Горецкого района. При ударе самолета Мориса Бона о землю, мотор вошел на глубину трёх метров. Тело лётчика было захоронено возле деревни Стефаново Горецкого района Могилевской области. Летчику было всего 23 года.

## Награды
- орден Отечественной войны II степени
- орден Военного Креста с 4-мя пальмовыми ветвями
- военная медаль
- другие французские награды

## Память
- На месте захоронения летчика в д. Стефаново Горецкого района установлена гранитная плита.
- Имя М. Бона золотыми буквами написано на мемориальной доске, установленной на доме № 29 по ул. Володарского г. Москвы, где во время войны 1941—1945 гг. находилась французская военная миссия.
- Именем Мориса Бона 20 сентября 1953 года во Франции назван аэродром в Кемпере, где воздвигнут памятник (гранитная стела) с надписью: «Этот аэропорт назван в честь Мориса Бона из эскадрильи „Нормандия-Неман“, погибшего в небе России 13 октября 1943 года».
- Во Франции был выпущен лотерейный билет с изображением Мориса Бонна.
- Ежегодно 13 октября в память о М. Боне происходит мероприятие, в котором принимают участие общественные и военные организации Франции.
- В его родном городе именем М. Бона названа улица.

## В сети
- Бон, Морис. Небо Витебска 1941—1944 гг.// http://www.pobeda.witebsk.by/sky/hero/nn_ls/bon/
- Бон, Морис. Красные соколы Советские лётчики 1936—1953// http://airaces.narod.ru/france/bon.htm
- Французские герои белорусского неба https://www.sb.by/articles/frantsuzskie-geroi-belorusskogo-neba.html
- Ліўшыц, Уладзімір. Французскі лётчык загінуў у небе над Горацкім раёнам // https://horki.info/news/13749.html